# Quatuor scientifique
Pour les articles homonymes, voir Quatuor à cordes (homonymie).
Le Quatuor scientifique est un quatuor à cordes d'Antoine Reicha composé des quatre mouvements traditionnels, auxquels s'ajoutent huit fugues, dont certaines sont extraites des Trente-six fugues, op. 36 pour piano.
Inhabituel dans sa forme et dans ses choix de composition, le Quatuor scientifique est très caractéristique de l'esthétique de son auteur.

## Composition
Le manuscrit autographe du Quatuor scientifique, conservé à la Bibliothèque nationale de France, n'est pas daté mais rangé sous la même cote (MS 12020) que le manuscrit de l'Ouverture générale pour les séances des quatuors, daté du 24 avril 1806. L'analyse du style de Reicha place la composition du quatuor de 1803 à 1808.

## Présentation

### Mouvements
Le Quatuor scientifique est composé des quatre mouvements traditionnels, auxquels s'ajoutent huit fugues :
1. Introduction — Adagio en ré majeur à 
 — Allegro en sol majeur à deux temps (),
2. Fugue — Allegro vivace en ré majeur à deux temps (),
3. Fugue — Poco andante en sol majeur à 
,
4. Fugue — Allegro moderato en mi mineur à 
,
5. Fugue — Allegro moderato en mi majeur à deux temps (),
6. Fugue — Allegro en la majeur à 
,
7. Fugue — Allegro en ré majeur à quatre temps (), « thème de Mozart »
8. Allegro assai en ré mineur à 
,
9. Fugue « à trois sujets » — Allegro en si bémol majeur à 
,
10. Menuetto — Allegro non troppo en mi bémol majeur à 
 — Trio en la bémol majeur
11. Fugue — Allegro moderato en fa mineur à quatre temps (), « thème de Haydn »
12. Finale — Allegro un poco vivo en si bémol majeur à cinq temps (
)

### Réception
Le Quatuor scientifique est créé en 1806 à Vienne, après être arrivé dans cette ville en 1801.
Contrairement à Dussek, Reicha ne rencontre pas le succès auprès du public parisien, en 1809. Les compositions apportées de Vienne, dont le Quatuor scientifique, « se heurtent au goût des parisiens qui leur préfèrent l'opéra comique, les romances ou les variations sur des thèmes connus ».

### Analyse
Les 5e, 7e et 11e mouvements du Quatuor scientifique reprennent, adaptées pour quatuor à cordes, les fugues no 4, no 7 et no 3 des Trente-six fugues composées à l'aide d'un nouveau système, op. 36 pour piano.
Ce quatuor met en pratique le nouveau système d’écriture de fugue inventé par Reicha, déjà proposé dans ses fugues pour piano.
On noter la vive réaction de Beethoven qui, dans une lettre adressée à l’éditeur Breitkopf & Härtel, « développe un argumentaire destiné à montrer que les œuvres de ce recueil ne sont en fait pas des fugues. »

## Discographie
- Antoine Reicha, Quatuor scientifique par le Reicha Quartet (2019, Brilliant Classics 95857)

### Monographies
- (fr) Maurice Emmanuel, Antonin Reicha, Paris, Henri Laurens, coll. « Les musiciens célèbres », 1937, 124 p. (ISSN 1772-0168, BNF 42976219)
- (en) Andrew R. Noble, The Subject in Anton Reicha's Trente-six Fugues : An Accompaniment to the critical Edition of Anton Reicha's Trente-six Fugues pour le piano-forté, composées d'après un nouveau système, Cologne, Dohr, 2012, 130 p. (ISBN 978-3-936-65598-8)

### Articles et analyses
- (de + en + fr) Louise Bernard de Raymond, Jean-Pierre Bartoli et Herbert Schneider (dir.), Antoine Reicha, compositeur et théoricien : Actes du Colloque international tenu à Paris du 18 au 20 avril 2013, Hildesheim, Georg Olms Verlag, coll. « Musikwissenschaftliche Publikationen » (no 44), 2015, 468 p. (ISBN 978-3-487-15096-3)
(fr) Livia Laifrova, Nicodami et les musiciens de Bohême à Paris au temps d'Antoine Reicha, 2015, p. 65-86
(fr) Louise Bernard de Raymond, Reicha lecteur de Rousseau : les écrits théoriques face au Dictionnaire de musique, 2015, p. 119-143